# Thomas Zangerl
Thomas Zangerl (* 10. Juni 1983 in Kufstein) ist ein ehemaliger österreichischer Freestyle-Skier. Er ist auf die Disziplin Skicross spezialisiert und gewann bisher zwei Weltcuprennen sowie eine WM-Silbermedaille.

## Biografie
Wie bei Skicrossern üblich, war Zangerl zu Beginn seiner Sportkarriere ein alpiner Skirennläufer. Ab November 1998 nahm er an FIS-Rennen teil. Bestes Ergebnis war ein 17. Platz, weshalb er im April 2000 sein letztes Alpinrennen bestritt.
Nach einer fast dreijährigen Pause, in der er seine Neigung zum Skicross entdeckte, debütierte Zangerl am 12. März 2003 in Les Contamines im Freestyle-Weltcup, konnte sich aber nicht für die Finaldurchgänge qualifizieren. Die darauf folgende Saison 2003/04 begann er mit einem 13. Platz in Saas-Fee, was den erstmaligen Gewinn von Weltcuppunkten bedeutete. Am 21. Februar 2004 fuhr er in Naeba als Achter erstmals unter die besten zehn. Verletzungsbedingt konnte Zangerl in den zwei folgenden Wintern nur wenige Rennen bestreiten. Der Wiederanschluss an die Weltspitze gelang ihm erst in der Saison 2008/09. Am 19. Februar 2009 wurde er in Voss Zweiter und erzielte damit sein bisher bestes Ergebnis in einem Weltcuprennen. Zwei Wochen später gewann er bei der Weltmeisterschaft 2009 in Inawashiro die Silbermedaille, hinter seinem Landsmann Andreas Matt.
Zwei achte Plätze blieben in der Weltcupsaison 2009/10 seine besten Ergebnisse, bei den Olympischen Winterspielen 2010 fuhr Zangerl auf den 18. Platz. In der Weltcupsaison 2010/11 klassierte er sich zweimal als Dritter, während er in der Saison 2011/12 nicht über einen achten Platz und in der Saison 2012/13 nicht über einen siebten Platz hinauskam. Auch die Saison 2013/14 verlief zunächst ähnlich. Nachdem er bei den Olympischen Winterspielen 2014 in Sotschi nur auf den 27. Platz gefahren war, überraschte er am 16. März 2014 in Åre mit seinem ersten Weltcupsieg. Der zweite Weltcupsieg folgte zu Beginn der Saison 2014/15, am 6. Dezember 2014 in Nakiska. Im weiteren Verlauf des Winters kamen keine Podestplätze hinzu, bei der Weltmeisterschaft 2015 am Kreischberg wurde er Achter.
In der Saison 2015/16 erzielte Zangerl in Idre einen zweiten Platz sowie vier weitere Top-10-Ergebnisse, während er in der Saison 2016/17 nicht über einen achten Platz hinauskam.
Am 19. November 2018 beendete Zangerl seine Karriere.

## Erfolge

### Olympische Spiele
- Vancouver 2010: 18. Skicross
- Sotschi 2014: 27. Skicross

### Weltmeisterschaften
- Inawashiro 2009: 2. Skicross
- Deer Valley 2011: 22. Skicross
- Voss 2013: 21. Skicross
- Kreischberg 2015: 8. Skicross
- Sierra Nevada 2017: 30. Skicross

### Weltcupwertungen
| Saison  | Gesamt | Gesamt | Skicross | Skicross |
| Saison  | Platz  | Punkte | Platz    | Punkte   |
| ------- | ------ | ------ | -------- | -------- |
| 2003/04 | 92.    | 8      | 27.      | 67       |
| 2005/06 | 110.   | 6      | 30.      | 29       |
| 2006/07 | 155.   | 1      | 42.      | 3        |
| 2007/08 | 162.   | 2      | 52.      | 16       |
| 2008/09 | 18.    | 32     | 7.       | 284      |
| 2009/10 | 68.    | 11     | 21.      | 119      |
| 2010/11 | 68.    | 13     | 21.      | 140      |
| 2011/12 | 121.   | 6      | 32.      | 60       |
| 2012/13 | 117.   | 9      | 27.      | 93       |
| 2013/14 | 36.    | 25     | 9.       | 277      |
| 2014/15 | 35.    | 26     | 9.       | 285      |
| 2015/16 | 39.    | 26,58  | 7.       | 319      |
| 2016/17 | 122.   | 10,64  | 25.      | 149      |

### Weltcupsiege
Zangerl errang im Weltcup bisher 7 Podestplätze, davon 2 Siege:
| Nr. | Datum            | Ort     | Land     |
| --- | ---------------- | ------- | -------- |
| 1   | 16. März 2014    | Åre     | Schweden |
| 2   | 6. Dezember 2014 | Nakiska | Kanada   |

### Weitere Erfolge
- Winter-X-Games 2016: 5. Skicross
- 2 Podestplätze im Europacup
- Österreichischer Skicross-Meister 2012 und 2014

## Auszeichnungen
- 2009: Silbernes Ehrenzeichen für Verdienste um die Republik Österreich[2]